# 1141
1141 (MCXLI) fue un año común comenzado en miércoles del calendario juliano.

## Acontecimientos
- 8 de abril - Matilde de Inglaterra, emperatriz consorte del Sacro Imperio, es reconocida como "dama de Inglaterra y de Normandía".

## Fallecimientos
- Yehuda ha Leví - Poeta español.